# 聯明集團
聯明集團有限公司，簡稱聯明集團（英語：Lian Beng Group Limited，SGX：L03），在1973年由王锡聪創立一家主要位於新加坡經營土木工程、工程承包、房地產等企業。
而股份在1999年4月15日於新加坡交易所主板上市。在2007年，魏成辉和另一個商人张骐牧，聯手收購本集團以13.85％股權，原有大股東王锡聪父子私人有限公司（Ong Sek Chong & Sons）持有43.27％股權，已降至29.42％股權，總部位於新加坡聯明大廈夏禮信道29號（Harrison Road Lian Beng Building Singapore 369648）。

## 連結
- LianBeng.com.sg （页面存档备份，存于）